# Ducati Hypermotard
La Ducati Hypermotard è una moto di tipo supermotard prodotta dalla casa motociclistica italiana Ducati a partire dal 2007.

## Il contesto

### Prima serie
L'esordio della Hypermotard risale Salone di Milano 2005 dove viene presentata come concept, vincendo immediatamente il premio quale "Best of Show" assegnato dalla Motorcycle Design Association, che pochi mesi dopo la eleggerà anche Moto dell'Anno 2005.
Al Salone del 2006 viene quindi presentato il modello di serie, che entra in produzione nella primavera del 2007. L'unica motorizzazione prevista al momento del lancio è il 1078 cm³ Desmodue DS, nella classica configurazione di bicilindrico a L dotato di distribuzione desmodromica, con raffreddamento ad aria e accensione dual spark, per una potenza di 90 CV e omologazione Euro 3. L'impianto di scarico 2-1-2 fuoriesce con doppi terminali sotto la sella.
L'unica colorazione disponibile è quella con telaio e sovrastrutture rosso Ducati. Il pacchetto sospensioni è composto da una forcella Marzocchi da 50mm e un monoammortizzatore Sachs. Viene inoltre proposto l'allestimento 1100 S dotato di monoammortizzatore Öhlins, pinze freno monoblocco, cerchi forgiati e componenti in fibra di carbonio.
All'EICMA 2009 la gamma viene aggiornata con le Hypermotard 1100 Evo ed Evo SP, in sostituzione delle precedenti 1100, e l'introduzione della nuova Hypermotard 796.
La Hypermotard 796 presenta una nuova motorizzazione Desmodue da 803 cm³ con 81 CV e 75.5 Nm di coppia e 167 kg di peso. Essa è equipaggiata con una frizione assistita a bagno d'olio APTC a differenza delle 1100 che sono invece dotate di frizione a secco. Inoltre sono disponibili esclusivamente per questa motorizzazione i nuovi colori "Nero opaco" e "Bianco opaco" con frontale nero opaco, entrambi con telaio di colore nero. Confermato anche per la versione 796 il colore "Rosso Ducati" con telaio rosso.
Le versioni 1100 Evo ed Evo SP sono invece dotate di un motore Desmodue Evoluzione da 1100 cm³ capace di erogare 95 CV e 103 Nm di coppia. Rispetto al precedente 1100 è dotato di accensione a candela singola e nuovi carter alleggeriti.
Il telaio in traliccio di tubi viene aggiornato eliminando i particolari pressofusi, sostituiti da equivalenti ricavati dal pieno per una maggiore leggerezza.
La versione "Evo SP" si differenzia dalla versione "Evo" nelle pinze dei freni a disco monoblocco ad attacco radiale, dalla grafica della carrozzeria, dalle forcelle Marzocchi con trattamento antiattrito DLC, dai cerchi in alluminio forgiato dell'italiana Marchesini e da alcuni particolari in carbonio, dall'altezza della sella e dai riser del manubrio.
La strumentazione è totalmente digitale comprendente anche un cronometro e, tra le altre particolarità, la moto presenta gli specchietti pieghevoli, da utilizzare in posizione aperta durante la normale circolazione e da poter facilmente piegare nello stretto traffico cittadino.

### Seconda serie

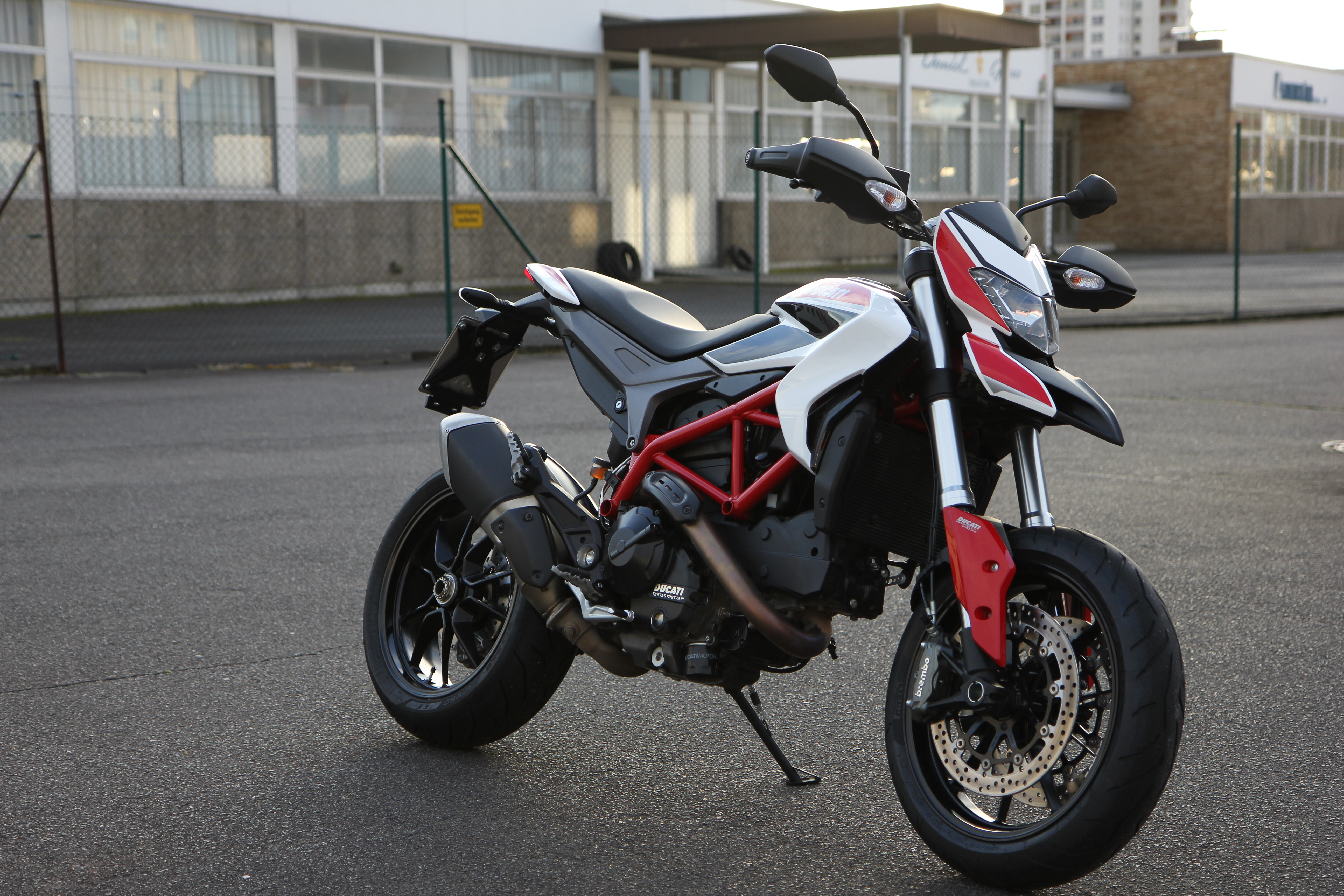
Ducati Hypermotard 821 del 2014

Nel novembre 2012 viene presentata la nuova gamma Hypermotard. La principale novità è costituita dal nuovo motore Testastretta 11° da 821 cm³ e 110 CV raffreddato a liquido che sostituisce i precedenti 796 e 1100. Il telaio è sempre un traliccio in tubi d'acciaio, ma di nuova concezione, ed è collegato a un telaietto reggisella in fusione d'alluminio. La linea è totalmente rinnovata, in particolare spiccano il terminale di scarico singolo e collocato sul fianco, la luce da terra aumentata e i fianchi più stretti.
Le sospensioni prevedono una forcella Kayaba da 43mm e un monoammortizzatore Sachs fissato a un forcellone monobraccio in alluminio. La versione SP adotta invece una forcella Marzocchi pressurizzata e un monoammortizzatore Öhlins, completamente regolabili e di maggiore escursione.
Altre caratteristiche specifiche per la SP sono i cerchi forgiati a tre razze in luogo di quelli fusi a dieci razze, la pompa freno radiale, la sella dedicata e alcuni componenti in fibra di carbonio.
Ai modelli Hypermotard e Hypermotard SP si aggiunge anche la nuova variante Hyperstrada: pensata per un utilizzo turistico, è caratterizzata da manubrio rialzato, sella dedicata, sospensioni di diversa taratura, borse laterali semirigide e un piccolo cupolino.
Per tutta la gamma, la dotazione di serie prevede ABS e controllo di trazione DTC, i cui livelli di intervento sono regolabili attraverso i Ducati Riding Modes, i quali gestiscono anche l'erogazione del motore mediante mappature preimpostate e specifiche per ogni versione.
All'EICMA 2015 debutta una gamma rinnovata: viene adottato il nuovo propulsore 939 della famiglia Testastretta 11°, omologato Euro 4, caratterizzato da una cilindrata effettiva di 937 cm³ e una potenza massima di 113 CV. Ciclistica e design rimangono sostanzialmente immutati. La 939 SP adotta ora una forcella Öhlins.

### Terza serie
All'EICMA 2018 viene presentata la nuova serie della Hypermotard denominata “Hypermotard 950”. Viene introdotta l’evoluzione del propulsore della famiglia Testastretta 11°, sempre con cilindrata di 937 cm³ e una potenza massima che raggiunge i 114,5 CV con omologazione antinquinamento Euro 4. Il telaio a traliccio impiega ora tubi a sezione differenziata, grazie ai quali risulta più leggero e compatto. Il design riprende alcuni elementi della prima generazione, quali i doppi terminali di scarico collocati sotto la sella e il telaietto reggisella in traliccio. Le sospensioni vengono aggiornate e comprendono una forcella Marzocchi da 45mm e un monoammortizzatore Sachs, entrambi regolabili. Sul piano dell'elettronica arriva la nuova piattaforma inerziale a sei assi IMU 6D abbinata a sistemi quali l'ABS cornering, il controllo di trazione evoluto DTC Evo e il controllo dell'impennata DWC Evo.
Oltre all'allestimento standard viene riproposta anche la SP equipaggiata con sospensioni Öhlins regolabili e dall'escursione maggiorata; su tale versione vengono inoltre installati il cambio Ducati Quick Shift (DQS) up/down, cerchi forgiati Marchesini e vari componenti in fibra di carbonio che riducono di 3kg il peso complessivo.
Al Concorso d'Eleganza Villa d'Este 2019 la Ducati presenta una Hypermotard Concept con livrea ispirata ai graffiti, che vince il primo premio della categoria concept. Da essa viene derivata la versione di serie denominata Hypermotard 950 RVE, commercializzata da luglio 2020. Le caratteristiche tecniche riprendono quelle della 950 base a cui si aggiunge di serie il cambio DQS up/down.
Nel maggio 2021 viene presentato un aggiornamento della gamma: il propulsore riceve l'omologazione Euro 5 e il cambio viene affinato per migliorare l'inserimento delle marce. La 950 SP è inoltre dotata di una nuova livrea specifica.

### Quarta serie

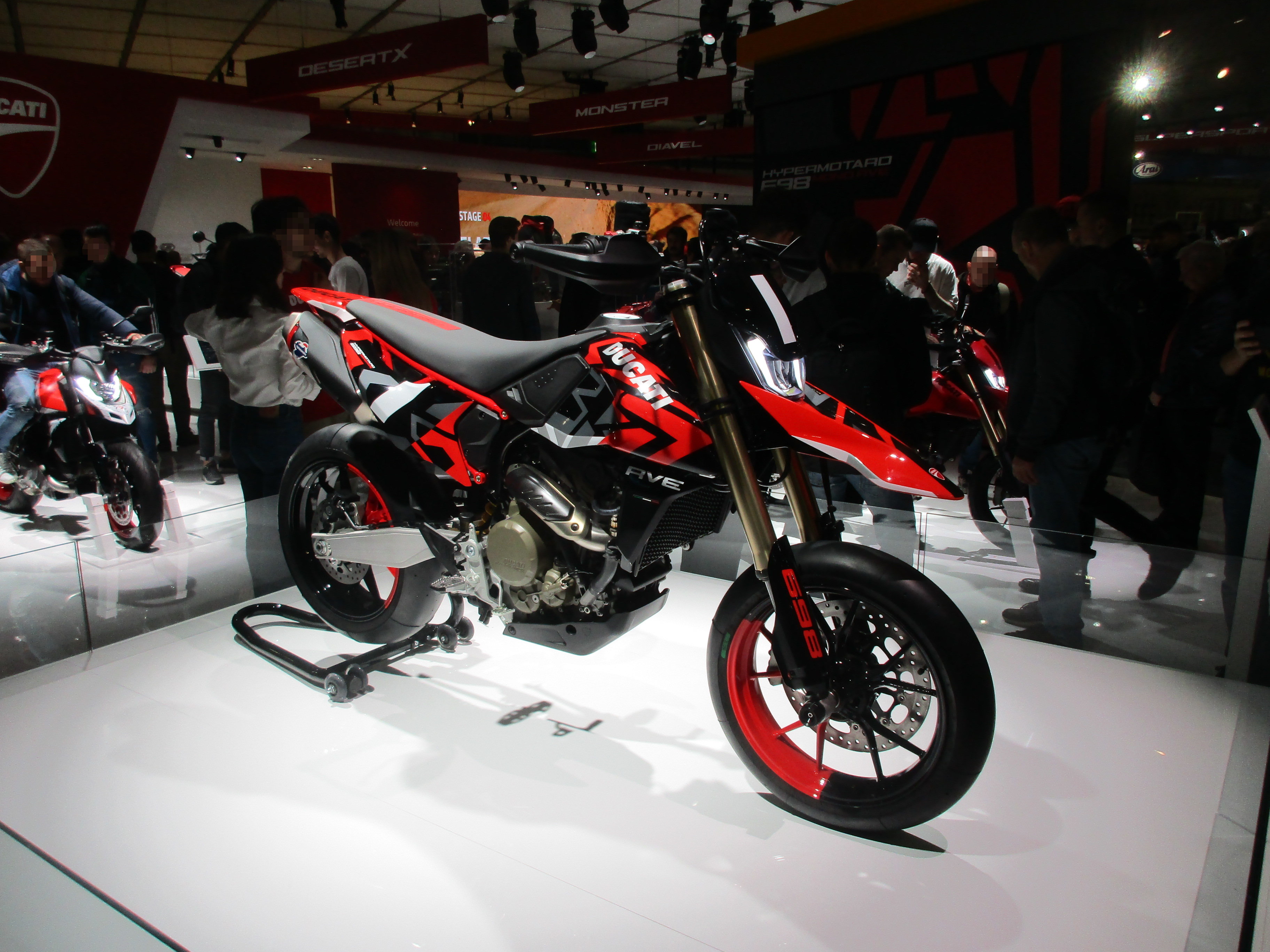
Ducati Hypermotard 698 Mono RVE, la prima Supermotard monocilindrica stradale di Ducat

A novembre 2023 Ducati presenta la prima Supermotard monocilindrica stradale di Ducati: Hypermotard 698 Mono. È spinta dal nuovo motore Superquadro Mono, un monocilindrico di 659 cc. Ducati torna a produrre un monocilindrico stradale, a distanza di 30 anni dal leggendario Supermono 550.

## Modelli
| Serie   | Modello                  | Anni      | Motore                               |
| ------- | ------------------------ | --------- | ------------------------------------ |
| Prima   | 1100                     | 2007-2009 | Desmodue DS 1078 cm³ (90 CV)         |
| Prima   | 1100S                    | 2007-2009 | Desmodue DS 1078 cm³ (90 CV)         |
| Prima   | 796                      | 2010-2012 | Desmodue 803 cm³ (81 CV)             |
| Prima   | 1100 Evo                 | 2010-2012 | Desmodue Evoluzione 1078 cm³ (95 CV) |
| Prima   | 1100 Evo SP              | 2010-2012 | Desmodue Evoluzione 1078 cm³ (95 CV) |
| Seconda | Hypermotard 821          | 2013-2015 | Testastretta 11° 821 cm³ (110 CV)    |
| Seconda | Hypermotard 821 SP       | 2013-2015 | Testastretta 11° 821 cm³ (110 CV)    |
| Seconda | Hyperstrada 821          | 2013-2015 | Testastretta 11° 821 cm³ (110 CV)    |
| Seconda | Hypermotard 939          | 2016-2018 | Testastretta 11° 937 cm³ (113 CV)    |
| Seconda | Hypermotard 939 SP       | 2016-2018 | Testastretta 11° 937 cm³ (113 CV)    |
| Seconda | Hyperstrada 939          | 2016-2018 | Testastretta 11° 937 cm³ (113 CV)    |
| Terza   | Hypermotard 950          | 2019-     | Testastretta 11° 937 cm³ (114,5 cv)  |
| Terza   | Hypermotard 950 SP       | 2019-     | Testastretta 11° 937 cm³ (114,5 cv)  |
| Terza   | Hypermotard 950 RVE      | 2020-     | Testastretta 11° 937 cm³ (114,5 cv)  |
| Quarta  | Hypermotard 698 Mono     | 2024-     | Superquadro Mono (77,5 cv)           |
| Quarta  | Hypermotard 698 Mono RVE | 2024-     | Superquadro Mono (77,5 cv)           |